# Algueña
Algueña község Spanyolországban, Alicante tartományban. Lakosainak száma 1342 fő (2024). Algueña Hondón de las Nieves, Monóvar, Orihuela, Pinoso és Abanilla községekkel határos.

## Népesség
A település lakosságának változását az alábbi diagram mutatja:
| Lakosok száma | 1454 | 1452 | 1528 | 1551 | 1503 | 1457 | 1391 | 1336 | 1334 | 1342 |
|               | 2001 | 2004 | 2006 | 2009 | 2011 | 2014 | 2016 | 2019 | 2021 | 2024 |